# Alakhper Lerrnagagat'
Alakhper Lerrnagagat' är ett berg i Armenien. Det ligger i den centrala delen av landet, 28 kilometer sydost om huvudstaden Jerevan. Toppen på Alakhper Lerrnagagat' är 1 760 meter över havet.
Terrängen runt Alakhper Lerrnagagat' är huvudsakligen lite bergig. Runt Alakhper Lerrnagagat' är det ganska tätbefolkat, med 155 invånare per kvadratkilometer.. Närmaste större samhälle är Vedi, 10,7 kilometer söder om Alakhper Lerrnagagat'. 
Trakten runt Alakhper Lerrnagagat' består i huvudsak av gräsmarker.